# Callopistria ventralis
Callopistria ventralis är en fjärilsart som beskrevs av Walker 1864. Callopistria ventralis ingår i släktet Callopistria och familjen nattflyn. Inga underarter finns listade i Catalogue of Life.